# Vertebrados introducidos en el Uruguay

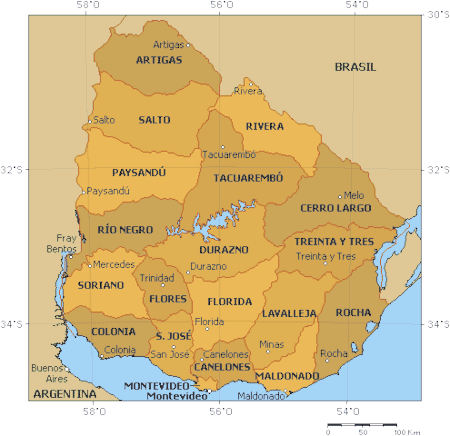
Mapa del Uruguay.

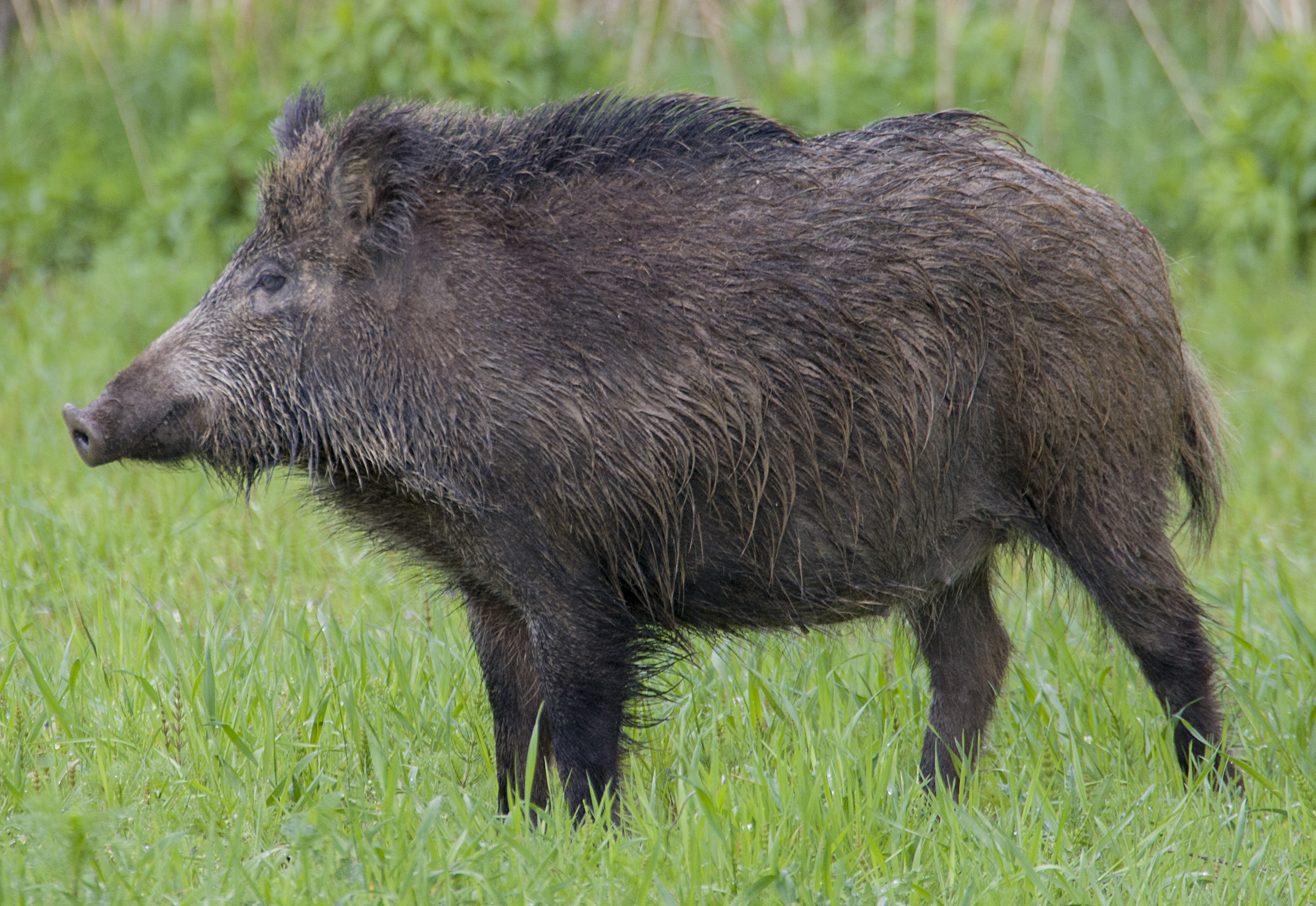
El jabalí es una de las especies de artiodáctilos introducidos en el Uruguay que más daño causa a la biota nativa, así como a la producción agropecuaria.

Los animales vertebrados introducidos en el Uruguay refiere a aquellas especies animales de ese subfilo que fueron incorporadas a la fauna uruguaya (de la cual no formaban parte en tiempos históricos). Estas han logrado su naturalización al haber estableciendo poblaciones autónomas en el territorio dicha nación. Constituye una problemática en franco aumento, y en su gran mayoría son responsables de daños a la salud humana y al desarrollo de actividades económicas, y de una intensa erosión de la biodiversidad originaria del país, expresada de múltiples formas, ya sea por depredación o herbivoría, competencia directa, parasitismo, alteración del hábitat, contagio y diseminación de patógenos, hibridación, etc.

## La introducción de especies de vertebrados en el Uruguay
En el Uruguay son numerosas las especies de vertebrados que, partiendo de un origen situado más allá de las fronteras de la nación, han sido introducidas al país, tanto de manera accidental, o cumpliendo un plan de inserción definido, ya sea por entidades gubernamentales, no gubernamentales o como resultado de simple voluntad personal.
No se consideran los casos de introducciones fallidas, ni los escapes de individuos solitarios o grupos si es que no fueron capaces de generar poblaciones locales. Si la especie logra reproducirse y sobrevivir un tiempo prolongado, entonces sí fue incorporada, aunque posteriormente,  en una etapa post-asilvestramiento, se haya extinguido, de manera natural o como resultado de un programa de exterminio. No se contabilizan las introducciones de especies que si bien no vivían naturalmente en el área del país donde fueron integradas, sí lo hacían en otros sectores de la república.

### Organismos gubernamentales relacionados con la introducción de especies
Todo país serio debe crear entidades específicas relacionadas con el problema, destinándoles los recursos adecuados para que las mismas puedan cumplir eficazmente su misión, en coordinación con los investigadores de las instituciones y universidades relacionadas. Los objetivos buscados serán la preparación de planes de contingencia y la generación de estrategias que permitan, además de procurar la prevención para evitar la creación de nuevos focos (por ejemplo prohibiendo la importación o tenencia de especies exóticas problemáticas), la extinción rápida y drástica de los focos invasivos iniciáticos.
Cuando la erradicación del taxón es inviable, se debería intentar conseguir la lentificación de los procesos de invasión y el manejo o mitigación de los daños causados por dichas especies ya están instaladas, evitando en lo posible nuevas introducciones en zonas del país aún libres de ese flagelo.
Los estudios que realizan los investigadores se relacionan generalmente a la detección de nuevas especies invasivas, la determinación de su posible origen geográfico y modo en que logró la naturalización, sus vías de penetración, en el caso de las que llegan por sus propios medios desde focos allende las fronteras del país, o posibles rutas que tomaría la invasión dentro del mismo, sus interacciones con los taxones nativos, la prueba de métodos para su erradicación, o por lo menos su atenuación.

### Tipos de introducciones
Son numerosas las causas que originan que el país deba soportar un importante número de especies introducidas. En algunos casos el plantel original fue liberado ex profeso. Los fines que tenían los liberadores, en la mayoría de las introducciones es aumentar las posibilidades para la práctica deportiva, con la excusa de que el país originalmente no contenía las especies adecuadas para ello. Por esta razón se ha liberado fauna mayor apta para la práctica de la caza deportiva. 
Algunas especies se han establecido en el país a causa de los escapes del cautiverio, el cual podía deberse a su reproducción en granjas de acuicultura, o siendo mantenidas en hogares como mascotas. En algunos casos fueron voluntariamente liberadas en el medio silvestre por lo que no siempre es posible tener certeza del origen de una población. 
```
primitivas no ocurrieron dentro de las fronteras del país, sino en países vecinos y las especies, en franca expansión, migraron rebasando las divisorias internacionales y continuaron su avance sostenido. También se dan casos inversos, introducciones dentro del país que producen poblaciones que terminan desbordando los límites nacionales prosiguiendo el avance más allá, deteniéndose solo donde profundas barreras geográficas o ecológicas les impiden continuar.
[
7
]
```

En algunas especies, su presencia en el país se debe al transporte accidental desde sus lugares de origen o de países donde ya se habían establecido. 
Por último, algunas especies también fueron introducidas como control biológico para limitar la cantidad de mosquitos, al especializarse en la predación de sus larvas.

### Algunos efectos de estas introducciones
Si bien aún se ha acumulado escasa información sobre los posibles efectos en la biota nativa de estas introducciones, se estima que en algunos casos el daño puede ser grave a muy grave. 
Efectos por competencia directa
Generalmente, la especie introducida pasa a ocupar un nicho ecológico que estaba siendo ocupado por una o varias especies nativas, las que son de este modo desplazadas por efecto de la competencia directa con la exótica, la que suele ser más eficaz. 
Por ejemplo, se especula que efectos competitivos de herbívoros mayores introducidos podrían ser una de las causas de la retracción numérica y espacial de su contraparte nativa.
Efectos por aumento de la biomasa de predadores nativos
En ocasiones, el aumento de la disponibilidad de recursos proteicos que representan las nuevas especies, además del daño directo por competencia con los representantes nativos de ese nicho ecológico, genera colateralmente un aumento de los predadores de dichas especies nativas, por lo tanto, mayores posibilidades de ser detectadas. 
Efectos indirectos
No todos los efectos se producen de manera directa, hay algunos que actúan de manera indirecta. Por ejemplo, la vegetación arbustiva es el hábitat específico de numerosos y pequeños mamíferos nativos. 
El ramoneo que produce la cabra sobre ese estrato afecta negativamente a esos mamíferos modificando el uso de su microhábitat, la disponibilidad de alimento y el número de sitios seguros, por lo que la diversidad y abundancia de estos animales se verá disminuida.

## Especies adicionadas al Uruguay por el ser humano

### Mamíferos introducidos

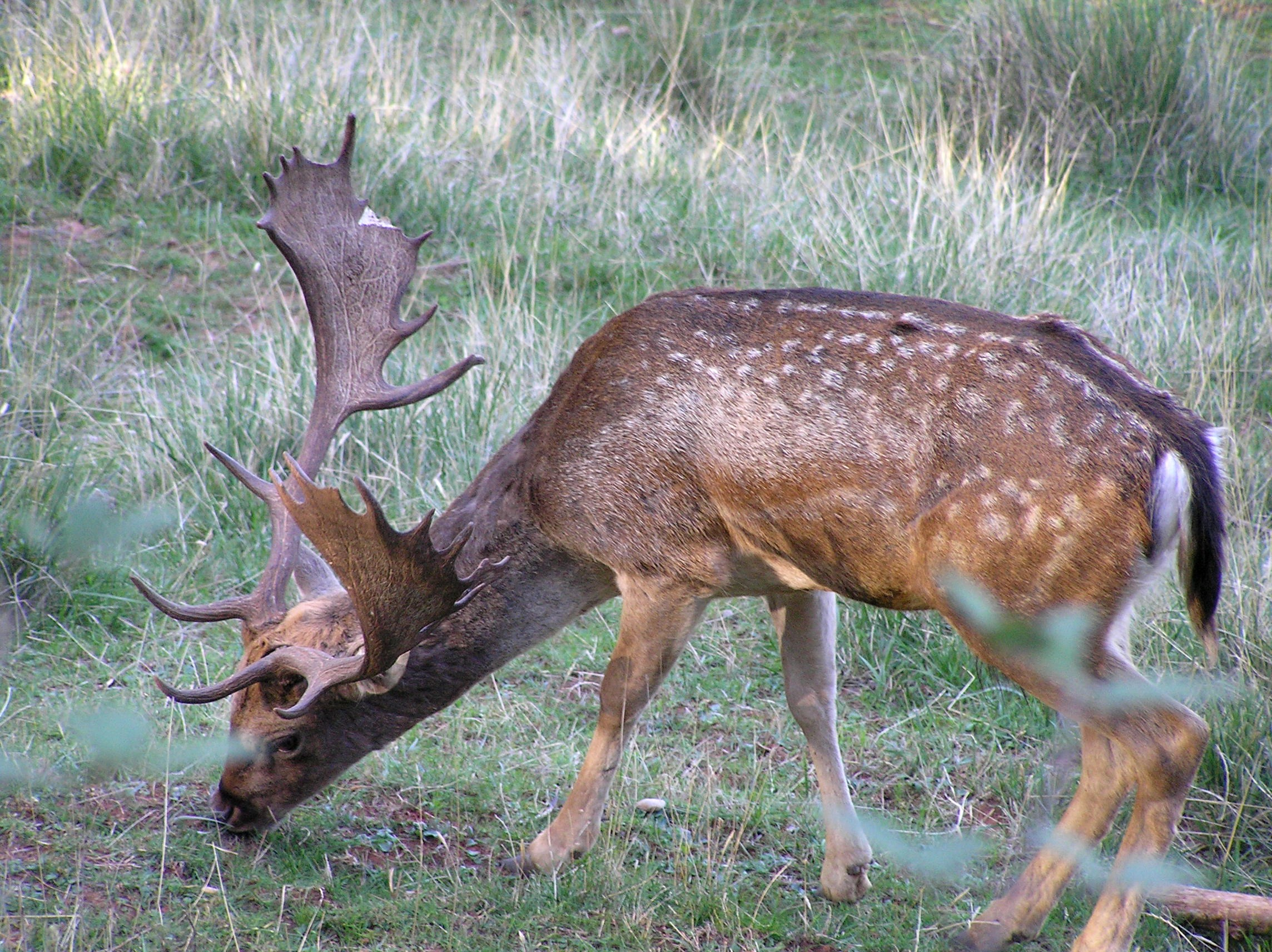
El ciervo dama, gamo o paleto, es una de las especies de cérvidos introducidas en el Uruguay.

Muchas de las especies de mamíferos introducidos en el actual territorio uruguayo llegaron junto con los conquistadores españoles, en el siglo XVI.
Algunas especies comensales, como la laucha (Mus musculus) la rata negra  (Rattus rattus) y la rata parda (Rattus norvegicus), han hecho el viaje desde Europa como polizones, ocultas en los navíos. Fueron registradas ya en los primeros inventarios faunísticos del país. Posiblemente son las más lesivas a la economía del país, por la cantidad de pérdidas económicas que generan, además de transmitir numerosas enfermedades al ser humano al ser reservorios de varios patógenos, entre los que destaca el causante de la leptospirosis.
En ambientes naturales, atacan a las aves, especialmente a las que nidifican en el suelo o en cuevas.
No quedan dudas de que antes de la llegada de los perros traídos por los conquistadores europeos ya los había en el Cono Sur, a donde se cree habrían arribado como intercambio entre las distintas etnias y no por domesticación de las especies nativas del género Canis. En época precolombina es posible que formaran las primeras poblaciones ferales. En el Uruguay colonial, las poblaciones de perros asilvestrados que causaban grandes daños fueron controladas entre los siglos XVII y XIX. Eran descendientes de razas de origen español, como el alano, que se utilizaba para el combate, además de como perro de caza y para el manejo ganadero. Tal vez la raza canina cimarrón uruguayo sea una muestra sobreviviente de este tipo de predadores ferales históricos que ha logrado llegar hasta nuestros días.
Los que hoy se encuentran asilvestrados son también descendientes de ejemplares transportados desde Europa. Generalmente estos mantienen una relación de proximidad con el ser humano, alimentándose de sus desperdicios, carroña, etc., siendo más frecuentes en los suburbios de los poblados y en derredor de puestos ganaderos. De igual modo que ocurre en otras partes del mundo, afectan a las aves y mamíferos nativos, tanto a los pequeños como a los de gran tamaño, ya que a las aptitudes para detectarlos aúnan su capacidad para darles muerte, al cazar en jauría. La fauna nativa no poseía adaptaciones para sobrellevar las acciones de un eficaz predador social; los más afectados parecen ser los cérvidos nativos, siendo de especial vulnerabilidad el venado de campo, especie que en el Uruguay presenta dos subespecies endémicas: el de Arerunguá (Ozotoceros bezoarticus arerunguaensis) y el de los Ajos (O. b. uruguayensis), ambas de delicada situación de conservación dado sus bajísimos efectivos, por lo que se requieren medidas de manejo efectivas en las unidades protegidas.
El gato europeo doméstico (Felis silvestris catus) también forma poblaciones ferales en los suburbios manteniendo una relación de cercanía con el ser humano; como ocurre en el resto del mundo, captura aves y pequeños mamíferos, si bien su daño es limitado al estar las poblaciones nativas adaptadas a la predación de felinos autóctonos de pequeño tamaño. En el Uruguay se los ha registrado capturando ratones nativos, apereás y marmosas. 
Tanto el chancho cimarrón (Sus scrofa domestica) como su versión indómita, el jabalí (Sus scrofa scrofa) se encuentran en todo el país, siendo el primero incorporado (y escapado) desde la época colonial y el segundo en el año 1928 en el Parque Anchorena; ambos generan entre sí poblaciones híbridas. Causan daños en los cultivos y en la ganadería ovina, al predar sobre los corderos recién nacidos; además de ser vector de enfermedades como aftosa y Mycobacterium tuberculosis, bacteria responsable de la tuberculosis.
En cuanto a la fauna silvestre, predan sobre micromamíferos, y en ocasiones sobre especies mayores, por ejemplo crías de cérvidos, siendo especialmente vulnerable el venado de campo, el cual posee dos subespecies uruguayas endémicas. También al hociquear los arroyos en búsqueda de raíces rompen la estructura de su lecho y márgenes, transformando algunos tramos en pantanos lodosos afectando su capacidad de descarga. Son objeto de caza deportiva y un limitado aprovechamiento económico.

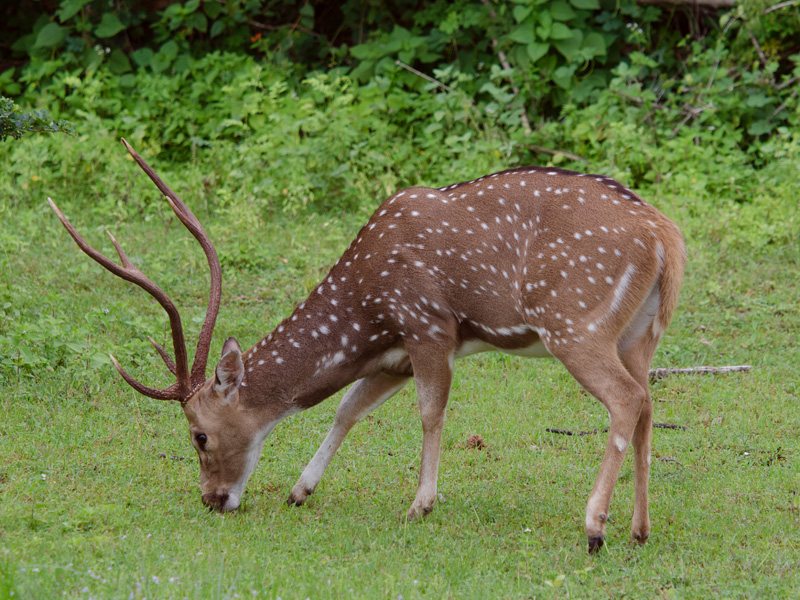
El ciervo axis es una de las especies de cérvidos introducidas en el Uruguay.

Dos cérvidos exóticos, el gamo (Dama dama) y el ciervo axis (Axis axis), fueron incorporados por sus cualidades cinegéticas. Mientras que el primero aún mantiene poblaciones reducidas en el Departamento de Florida, el segundo, desde que fue liberado en 1930 en el Parque Anchorena del departamento de Colonia, ha encontrado en el Uruguay condiciones muy ventajosas para su supervivencia,  por lo que ya ha dominado los departamentos del litoral del río Uruguay, llegando hasta Canelones y Florida, además de otras poblaciones en Rocha y Treinta y Tres. Estos ungulados, asilvestrados en todo el mundo, compiten de manera directa por los recursos disponibles con las especies nativas.
Si bien el antílope negro de la India (Antilope cervicapra) fue introducido en la Argentina, y habita hasta la ribera misma del río Uruguay, aún no ha logrado cruzar dicho curso fluvial limítrofe y penetrar en territorio uruguayo.
El búfalo de agua (Bubalus bubalis) solo posee poblaciones ferales netamente silvestres en el extremo noroeste del país, en la zona de bañados adyacente al río Uruguay entre los arroyos Mandiyú y del Tigre (Artigas), ya que las manadas que habitan en forestaciones de Rivera presentan solo un carácter semisilvestre.
Antiguamente el ganado bovino doméstico asilvestrado (Bos primigenius taurus) era muy abundante en las sierras y montes uruguayos, y su captura representaba un ítem destacado entre los rubros económicos de la colonia. Prácticamente ha desaparecido, quedando reducido a algunos rebaños semiadministrados en reservas protegidas del oriente de la república.
No ocurrió lo mismo con la cabra cimarrona (Capra aegagrus hircus) la cual conserva algunas poblaciones en las zonas serranas de las cuchillas de Haedo y Grande.
Si bien las características ambientales del Uruguay son ideales para la vizcacha (Lagostomus maximus), la misma en tiempos históricos no habitó el país, pues las poblaciones nativas presentes en la limítrofe provincia argentina de Entre Ríos son contenidas en la margen derecha del infranqueable río Uruguay. En el año 1889, un ganadero liberó una pareja de estos roedores en el campo de su propiedad en la localidad de Belén, en la margen izquierda de dicho río, departamento de Salto, en el extremo oeste del Uruguay. Al poco tiempo este animal ya había conquistado un gran territorio comprendido entre el arroyo Yacuy por el norte y el río Arapey por el sur, y lo hacía a un ritmo de avance que aparecía como incontenible. Sin embargo, una acción enérgica y a tiempo de los organismos gubernamentales impidió que la invasión alcance el estado de inerradicable, logrando en poco tiempo exterminar a la plaga, capturándose las últimas vizcachas uruguayas en el año 1922.
El conejo europeo (Oryctolagus cuniculus), el cual es responsable de graves daños en otros países del Cono Sur, en el Uruguay podría encontrar un ambiente óptimo en las áreas ganaderas de las sierras, sin embargo aún se encuentra limitado en su expansión continental al haber colonizado solo las islas uruguayas marítimas y del este del Río de la Plata, en donde los primeros ejemplares fueron liberados en 1907.

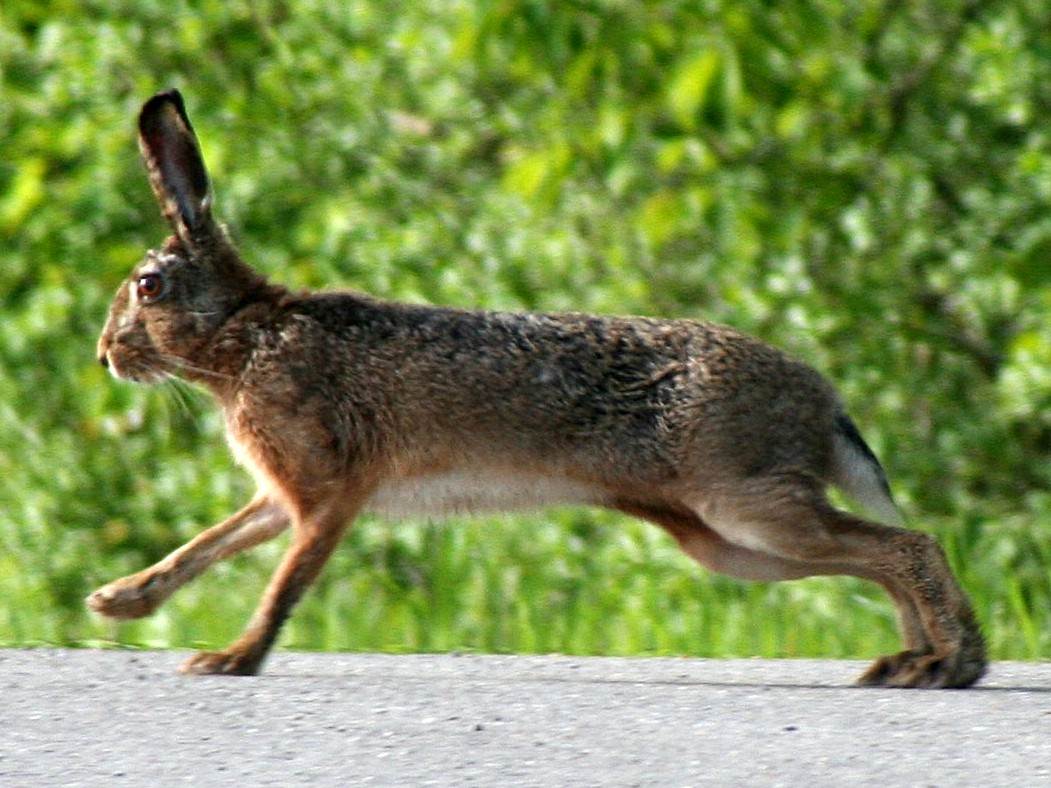
La liebre europea es una de las especies introducidas en el Uruguay para la práctica de la caza menor.

No ocurre lo mismo con su pariente, la liebre europea (Lepus europaeus), especie ubicua en todo el campo uruguayo, la cual es objeto de caza deportiva y comercial, representando la industria exportadora de carne de caza más importante del Uruguay, gracias a que el total de piezas cazadas en el país superaría los 250 000 ejemplares anuales.

### Aves introducidas
La paloma doméstica (Columba livia) fue introducida desde Europa en la época de la colonia, fundamentalmente como productora de proteínas en semilibertad (palomares). Hoy es abundante, tanto en las ciudades como en las zonas agrícolas, nidificando especialmente en construcciones humanas, aunque también lo hace en barrancas marinas. También desde Europa fue traído el gorrión (Passer domesticus); hoy es el ave más abundante en las ciudades uruguayas.  
Un grupo de especies que habitan en el chaco húmedo, y de manera nativa en la limítrofe provincia argentina de Corrientes, fueron trasladadas a latitudes australes. Su presencia en territorio uruguayo responde a dos modos de llegada. La charata (Ortalis canicollis) fue liberada de manera directa, posiblemente como pieza de valor cinegético, por el empresario argentino Aarón de Anchorena en lo que hoy es el parque homónimo (departamento de Colonia), en la década de 1920. Luego de casi un siglo aún mantiene una población en la zona, que parece no haberse diseminado.
Las otras especies son psitácidos que han alcanzado el territorio uruguayo como expansión de sus núcleos poblacionales introducidos y establecidos en la ciudad de Buenos Aires y alrededores.  Estas son el loro hablador (Amazona aestiva) y el loro ñanday (Aratinga nenday). La misma ruta de llegada empleó otro psitácido argentino, el calacante cara roja (Psittacara mitratus), si bien su primitivo origen no era el bosque chaqueño —como los anteriores— sino las selvas de montaña del noroeste de ese país.
También desde el núcleo del nordeste bonaerense ha arribado la más peligrosa de las especies de aves exóticas del Uruguay: el estornino pinto (Sturnus vulgaris), especie europea que en cada país en donde es liberada se convierte en plaga agrícola y afecta a las comunidades de aves locales. Un pariente asiático, el maina común (Gracula religiosa) fue registrado como nidificante en la ciudad de Colonia, pero se desconoce la suerte que ha corrido este foco. 
Dos pájaros semilleros, generalmente criados en cautividad por sus colores y dotes cantoras, fueron importados desde Europa y liberados en el litoral uruguayo del Plata, ambas son especies comunes en terrenos suburbanos, mayormente sobre vegetación exótica, sin haberse notificado aún algún tipo de daño a la biota nativa.
las primeras poblaciones uruguayas, en estado silvestre y nidificantes, del verderón (Carduelis chloris) fueron encontradas en Montevideo en el año 1929, aunque hay reportes de poblaciones establecidas en áreas limitadas en la costa sur del país ya en el año 1908. Comenzó primero a conquistar la región cultivada con pinares entre los departamentos de Canelones y Maldonado, con reportes también en Durazno, Minas, y hacia el oeste hasta Colonia. Si bien Navas afirma que la especie fue introducida directamente en el Uruguay,  ante la falta de pruebas que lo corroboren, se mantiene también vigente la posibilidad de que su llegada al país sea el resultado de una expansión de las poblaciones argentinas.
En 1913 Juan Soriano Galiana introdujo el cardelino (Carduelis carduelis) mediante la suelta de 50 parejas en el Parque Rodó de Montevideo, las que habían sido importadas desde España.
La especie se adaptó perfectamente al hábitat rural y suburbano, generando poblaciones en los departamentos de Montevideo, Canelones, Maldonado y Lavalleja al este y hacia el oeste hasta el departamento de Soriano, aunque en los siguientes años ha continuado expandiéndose hacia el norte y el este, alcanzando el estado de Río Grande del Sur, en el sur del Brasil.
El pico de lacre (Estrilda astrild)  fue introducido en el este del Brasil, y ha ido aumentando su distribución en ese país, llegando las posiciones más avanzadas por el sur hasta el este del Uruguay, en los departamentos de Rocha y Treinta y Tres.

### Anfibios introducidos
La única especie de anfibio introducido en el Uruguay es una de las más invasivas y dañinas del mundo: la rana toro (Lithobates catesbeianus), la cual fue llevada a todo el globo por ser la mejor especie de anfibio para se multiplicado en granjas productivas para ser comercializado como un alimento delicatessen. Lamentablemente, al igual que lo que ha ocurrido en gran parte de los países que la importaron, en Uruguay estos animales desde las granjas escaparon a los ambientes acuáticos cercanos, donde se reprodujeron alterando a las comunidades locales, particularmente predando sobre las especies nativas de anfibios.

### Reptiles introducidos
Son 3 las especies exóticas de reptiles que presentan presencia estable en el Uruguay. Las más comunes son 2 pequeños lagartos o salamanquesas: el geko de Mauritania (Tarentola mauritanica) y el geko centro-africano (Hemidactylus mabouia); ambas habitan únicamente en zonas urbanizadas del departamento de Montevideo, y la segunda también fue citada de ciudades en la frontera con Río Grande del Sur (Rivera y Chuy). Ninguna ha logrado colonizar áreas naturales, por lo que son más bien positivas, al depredar sobre insectos que transmiten enfermedades a los seres humanos con los que conviven.
El reptil que representa un mayor peligro para la naturaleza uruguaya es la tortuga de orejas rojas (Trachemys scripta elegans), un taxón originario del sureste de los Estados Unidos y profusamente comercializado como mascota con ejemplares recién nacidos, pero que al aumentar estos de tamaño, y volverse pequeños los recintos que los contienen, las familias los liberan en los ambientes acuáticos urbanos o suburbanos. Allí no solo compite de manera directa con las especies nativas de tortugas acuáticas, sino que, lo que es más grave, puede hibridar con la especie nativa cercanamente emparentada, la tortuga pintada o morrocoy (Trachemys dorbigni); hasta comienzos del siglo XXI se consideraba a ambas solo subespecies de una misma especie.

### Peces introducidos
A diferencia de lo que ocurre en otras regiones de América del Sur, en donde el número de peces introducidos es elevado y han afectado drásticamente ecosistemas enteros, en el Uruguay los peces exóticos son relativamente pocos y sus efectos limitados. Al no poseer aguas tropicales el país se ha mantenido libre de las tradicionales introducciones de especies de peces ornamentales que afectan a su vecino del norte, Brasil. De manera opuesta, al no contar con cursos de agua de montaña (con aguas frías todo el año) no logran prosperar las incorporaciones de salmónidos, los que ya han alterado las cuencas de los países Andinos, incluyendo numerosos ríos de su vecino del oeste, la Argentina. 
En el Uruguay dos especies exóticas de peces presentan poblaciones establecidas. La más dañina es la carpa común (Cyprinus carpio), introducida en los ríos argentinos desde hace más de un siglo y reportada en el Uruguay desde 1987; es indicada como causante de alteraciones en los ambientes acuáticos que coloniza, incluso alimentándose de las ovas de peces nativos. En el caso del esturión siberiano (Acipenser baerii), desde granjas de acuicultura localizadas en el propio territorio uruguayo, en el año 1995 ha escapado y extendido por los ríos de la cuenca del Plata, tanto en el Uruguay como en la Argentina, y si bien estrictamente aún no se ha publicado su reproducción en libertad en el Plata, se han producido capturas en lugares muy alejados del lugar de producción uruguaya, lo que permite sospechar que no solo ha habido fugas.   
Este tipo de introducciones podrían repetirse ya que son varias las especies de peces exóticos que se crían en el Uruguay para consumo humano, todas ellas son especies de reconocida capacidad invasiva, siendo criada por la Dirección Nacional de Recursos Acuáticos (DINARA) la carpa herbívora (Ctenopharyngodon idella), y por emprendimientos privados el esturión ruso (Acipenser gueldenstaedtii) y la tilapia del Nilo (Oreochromis niloticus), además de promoverse la cría del bagre del canal (Ictalurus punctatus), de Norteamérica.